# マルーン (色)

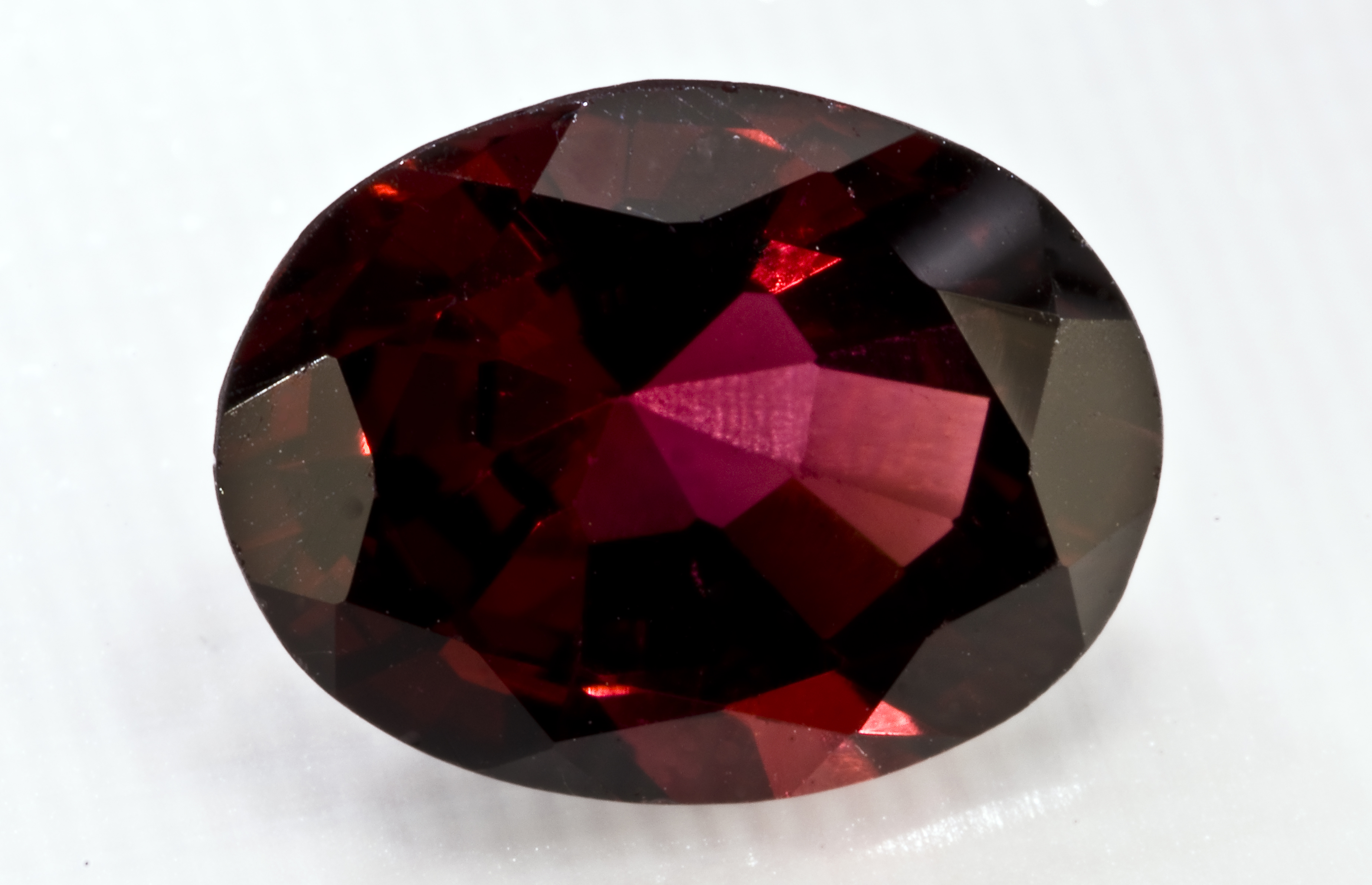
インド産のアルマンディン

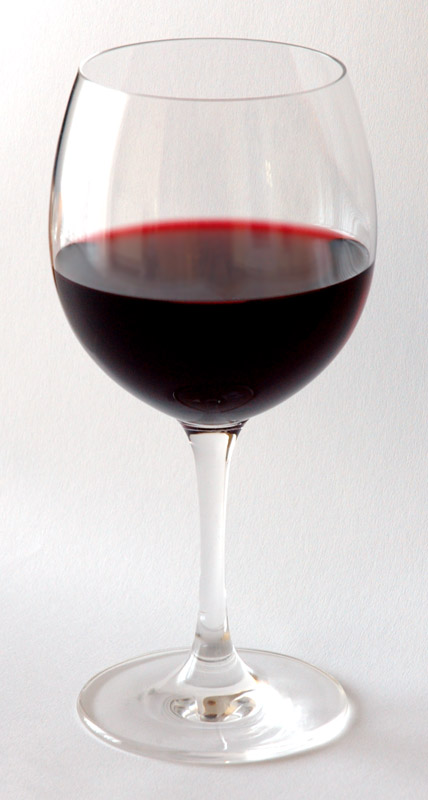
ワイン

マルーン（英: maroon）は、暗い茶色から、紫がかった赤にかけての色。一般的には赤と黒の中間に位置する色。

## 概要
フランス語のマロン（marron、クリやマロニエの実）に由来する。英語における色名としての "Maroon" の初出は1789年である。
マルーンは、JIS慣用色名である。また、MaroonはHTML 4.0でも、color属性で色名として指定して表示が可能である。
フランス語、イタリア語などでは、ボルドー（Bordeaux）と呼ぶ。これはフランスのボルドーで産出するボルドーワインに由来する。
マロン由来であるため、日本語では栗色（くりいろ）と訳されることもあるが、JISの規格ではマルーンと栗色は別々の色として定義されている（右図参照）。ほか、えび茶色（えびちゃいろ）、えんじ色などの日本語表現もあるが、これらも別色とされることがある。

## マルーンに関する事項
軍事
- マルーンのベレー帽は、空挺部隊の将兵の国際的象徴とされる。

旗章学
- ラトビアとカタールの国旗、高知県旗の色は、マルーンと白である。

鉄道
- 阪急マルーンは、阪急電鉄系列の鉄道車両の代表的な塗色。東武鉄道の「ロイヤルマルーン」はこの色に近く、秩父鉄道や弘南鉄道もかつて似た色を使用していた。
- 新京成電鉄は、かつて京成電鉄からの譲渡車や800形や8000形を、初期には下半分をマルーンに塗装していた。それは日本国有鉄道の赤2号に近い色で、N800形は初期には「新京成マルーン」という色を使用していた。
- 国鉄色の赤7号の部内での慣用名は「マルーン」であった。
- 近畿日本鉄道の通勤形車両に使用される近鉄マルーンは「マルーンレッド」と称し赤味が強い。
- JR貨物の汎用コンテナでは、1993年登場の19A形以降のコンテナで一部を除き、使用されている。

美容
- 染髪におけるヘアカラーリング剤の色名など、毛髪の色の名称として用いられることがある。

大学
- シカゴ大学のスクールカラー。早稲田大学のスクールカラー臙脂色は、早稲田大学野球部をコーチしたといわれるメリーフィールドの母校であるシカゴ大学の校色から採ったとされる。

## 近似色
- 茶色
- 赤
- 紫
- 小豆色
- 葡萄色
- 海老茶
- えんじ色
- ワインレッド
- 蘇芳色
- ピュース
- 阪急マルーン、近鉄マルーン
- 国鉄色 - 赤7号、赤2号、ぶどう色2号